# Okręg Monthey
Monthey (fr. District de Monthey, niem. Bezirk Monthey) – okręg w Szwajcarii, w kantonie Valais. Siedziba administracyjna okręgu znajduje się w miejscowości Monthey.  
Okręg składa się z dziewięciu gmin (Commune; Politische Gemeinde) o powierzchni 256,78 km² i o liczbie mieszkańców 48 636.

## Gminy
1. Champéry
2. Collombey-Muraz
3. Monthey
4. Port-Valais
5. Saint-Gingolph
6. Troistorrents
7. Val-d’Illiez
8. Vionnaz
9. Vouvry